# 平成9年台風第9号
平成9年台風第9号（へいせい9ねんたいふうだい9ごう、国際名：ロージー〔Rosie〕）は、1997年（平成9年）7月に四国東部に上陸し、四国から関東までの太平洋沿岸に被害を与えた台風である。

## 概要

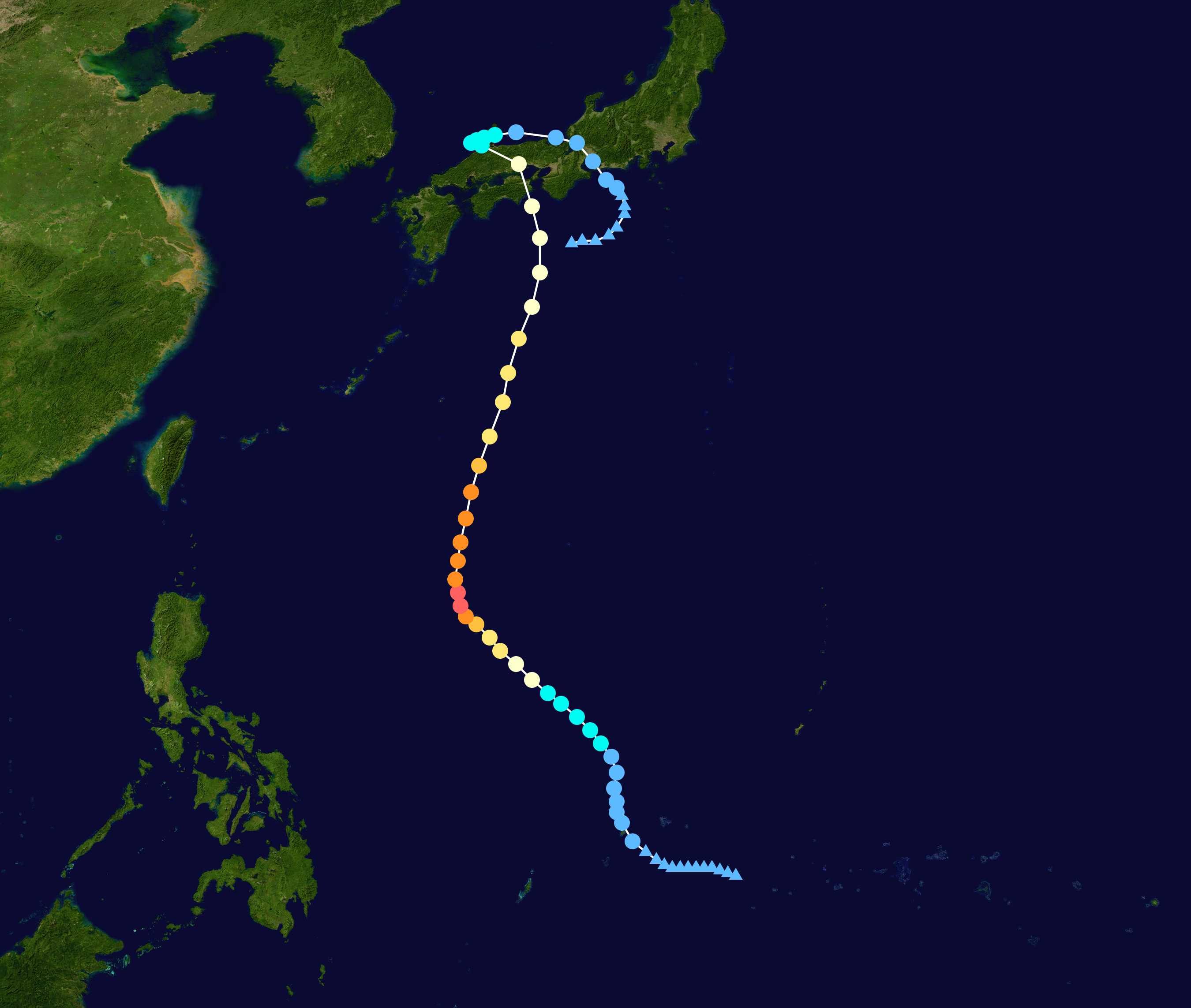
進路図

７月20日にフィリピンの東海上で発生した台風9号は、日本の南海上を発達しながら北上して、22日午後9時頃に米海軍解析でカテゴリー5に達した。台風は26日17時過ぎに、中心気圧970hPaという強い勢力で徳島県阿南市付近に上陸。その後播磨灘を通過し、26日21時前に岡山県備前市付近に再上陸して、中国地方を横断した。27日に山陰沖に進んで停滞し、28日6時に同海域で熱帯低気圧となった。 この熱帯低気圧は、28日夜から29日朝にかけ北陸地方西部から東海地方に南下するという複雑な動きをし、31日に紀伊半島の南海上で消滅した。
この台風と熱帯低気圧により、東海地方や近畿地方、四国・中国地方などで大雨となった。 特に紀伊半島では26日を中心に豪雨に見舞われ、期間降水量は奈良県上北山村日出岳で958mmを記録したほか、山沿いを中心に600～800mmに達した。 日降水量は日出岳で734mm、三重県宮川村では612mmになった。また広島県や島根県の一部でも期間降水量が500mmを超え、関東北部でも100mm以上の雨が降った。 26日には四国地方から東海地方にかけて20m/s前後の風が吹き、三重県津市で最大風速26.6m/s（最大瞬間風速35.4m/s）、高知県室戸市室戸岬で最大風速37.5m/s（最大瞬間風速52.2m/s）、神戸市で最大瞬間風速38.2m/s、大阪市で最大瞬間風速33.9m/sを記録した。また同日、高知県佐喜浜で8.73mの有義波高を観測し、1977年の観測開始以降で第1位の記録となった。さらに台風が日本海へ抜けたため、フェーン現象が発生し、北陸地方などの日本海側では猛暑となった。

## 被害状況
- 死者20名、負傷者47名
- 住家全壊8棟、破損70棟、浸水家屋2,057棟
- 道路破損265箇所、山・がけ崩れ169箇所、堤防決壊27箇所
- 台風直撃により、第21回鳥人間コンテスト選手権大会が全面中止となった。
- サッカーのJリーグオールスターサッカーが7月26日神戸ユニバー記念競技場で開催予定であったが、直撃のために翌日に延期になった。
- FNS27時間テレビ1997にて、全国の食材をフジテレビに集結させる企画があったが、台風直撃で当初7月26日に大島に泊まる船を中心にルート変更で神奈川県三崎港に待機してお台場に行く船があったが、台風の影響により断念を余儀なくされた船も出た。
- 鈴鹿8時間耐久ロードレースは、レースウィーク中に台風が直撃した事から、スペシャルステージが中止になり、併催の4時間耐久レースは3時間に短縮して開催が行われた。